# Калмиус
Калмиус (на украински: Кальміус; на руски: Кальмиус) е река протичаща по територията на Донецка област в Украйна, вливаща се в Азовско море. Дълга е 209 km, а площта на водосборния ѝ басейн е 5070 km².
Река Калмиус води началото си от южния склон на Донецкото възвишение, в южната част на град Ясиноватая, на 222,7 m н.в. Тече в южна посока в плитка долина. Влива се в северната част на Азовско море, в чертите на град Мариупол. Основни притоци: Грузкая (ляв); Мокрая Волноваха, Тернова, Калчик (десни). Средният годишен отток при сгт Сартана е 8,25 m³/s. Водите ѝ се използват за напояване и промишлено водоснабдяване. По нейното течение са разположени градовете: Ясиноватая, Донецк, Комсомолское и Мариупол.